# Каменник (Белозерский район)
Каменник — деревня в Белозерском районе Вологодской области.
Входит в состав Визьменского сельского поселения, с точки зрения административно-территориального деления — в Визьменский сельсовет.
Расстояние по автодороге до районного центра Белозерска составляет 55 км, до центра муниципального образования деревни Климшин Бор — 3 км. Ближайшие населённые пункты — Зининская, Мыс, Пронево.
Население по данным переписи 2002 года — 17 человек.